# Мухаммед Ахмед Фаріс

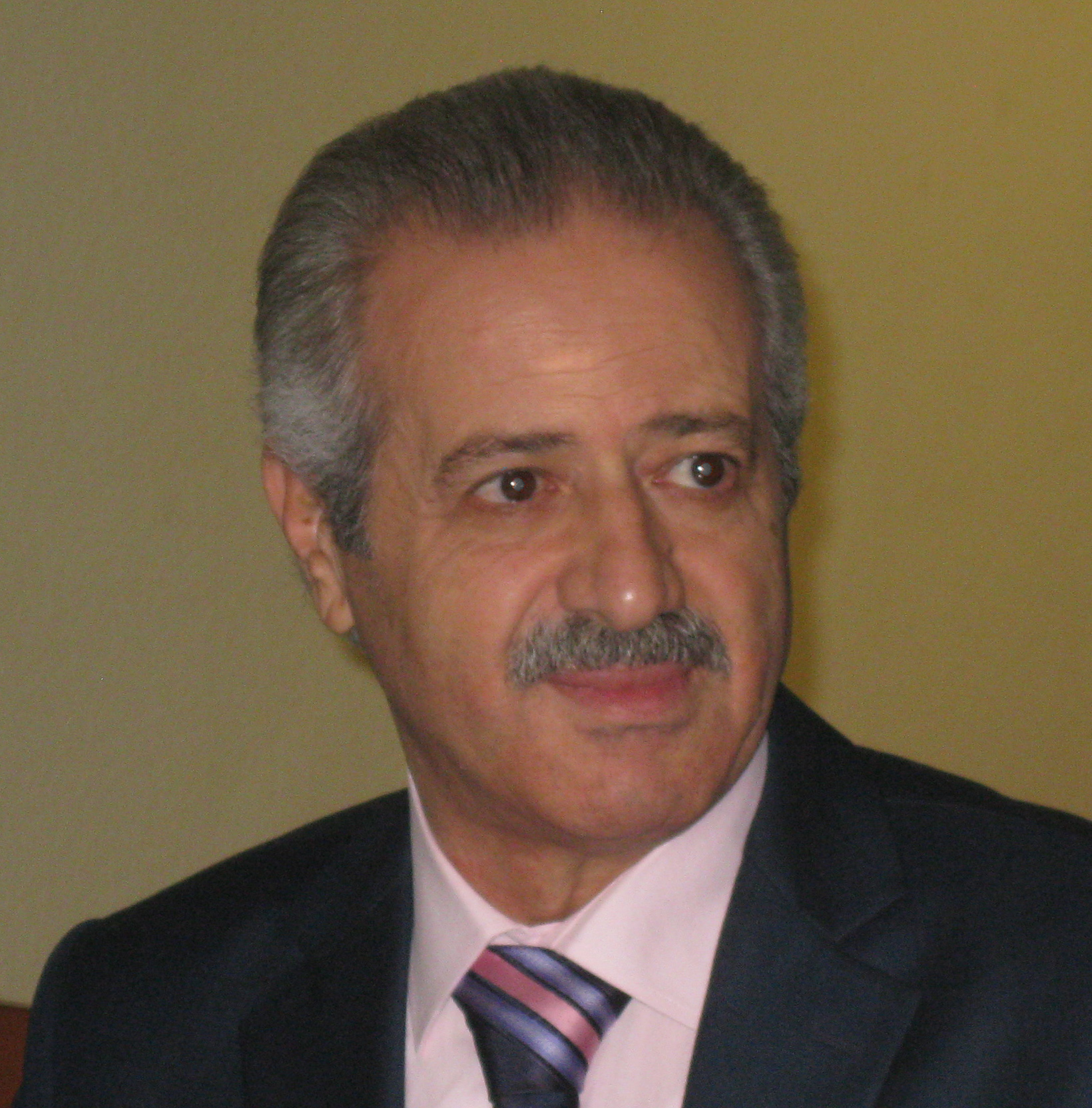

Мухаммед Ахмед Фаріс (26 травня 1951, Алеппо, Сирія — 19 квітня 2024) — сирійський космонавт-дослідник космічного корабля «Союз ТМ-3» («Союз ТМ-2») і орбітального науково-дослідного комплексу «Мир»; перший космонавт Сирії.

## Біографія
З 1969 по 1973 навчався у Військово-повітряній академії Сирії на авіабазі Нейраб (Nayrab) неподалік міста Халеб (Алеппо). З 1973 служив льотчиком і інструктором на авіабазі Нейраб.
Наприкінці вересня 1985 був відібраний як один з двох кандидатів у космонавти. У жовтні 1985 прибув до ЦПК ім. Гагаріна на підготовку і розпочав її. У грудні 1986 призначений в основний екіпаж.
З 22 по 30 липня 1987 здійснив космічний політ на кораблі «Союз ТМ-3» (посадка на кораблі «Союз ТМ-2»). Під час польоту виконував експерименти з космічної медицини і матеріалознавства, а також проводив космічне знімання території Сирії.
30 липня 1987 «Союз ТМ-2» з екіпажем у складі О. Викторенко, О. Лавейкін і М. Фаріс відстикувався від орбітальної станції й того ж дня здійснив успішну посадку.
Після здійснення космічного польоту повернувся на службу в ВПС Сирії. У 2001 очолював Інститут підготовки військових льотчиків у Халебі (Алеппо).
5 серпня 2012 емігрував до Туреччини і приєднався до опозиції, яка веде війну проти президента Башара Асада.